# Кампанариу (Минас-Жерайс)
Кампанариу (порт. Campanário) — муниципалитет в Бразилии, входит в штат Минас-Жерайс. Составная часть мезорегиона Вали-ду-Риу-Доси. Входит в экономико-статистический микрорегион Говернадор-Валадарис. Население составляет 3590 человек на 2006 год. Занимает площадь 441,421 км². Плотность населения — 8,1 чел./км².

## История
Город основан 31 декабря 1943 года. 

## Статистика
- Валовой внутренний продукт на 2003 год составляет 12 683 811,00 реалов (данные: Бразильский институт географии и статистики).
- Валовой внутренний продукт на душу населения на 2003 год составляет 3611,56 реалов (данные: Бразильский институт географии и статистики).
- Индекс развития человеческого потенциала на 2000 год составляет 0,668 (данные: Программа развития ООН).